# Johann Georg Hamann
Johann Georg Hamann, född 27 augusti 1730 i Königsberg (nuvarande Kaliningrad), död 21 juni 1788 i Münster, var en tysk skriftställare och filosof, ibland kallad ”Nordens magus”. Som företrädare för Sturm und Drang blev Hamann en central person i motupplysningen. Han var brorson till Johann Georg Hamann den äldre.

## Biografi
Johann Georg Hamann blev 1746 inskriven vid universitetet i sin födelsestad, där han studerade filosofi och teologi, språk och litteratur. Därefter vistades han på skilda orter i Tyskland, Holland och England dels som privatlärare, dels i affärsangelägenheter. Han återkom 1758 till Ostpreussen, där han genom sin vän Immanuel Kants förmedling erhöll en tjänstebefattning vid accisverket. Enskilda välgörare understödde honom flera gånger. Sin sista tid tillbringade han i Düsseldorf och Münster, där Friedrich Heinrich Jacobi och furstinnan Amalia Golitsyn tillhörde hans umgängeskrets.

## Verk
På den stora allmänheten hade Hamann föga inflytande genom sina små, aforistiska och dunkla arbeten (till exempel Sokratische Denkwürdigkeiten, 1759, Æstetica in nuce, 1761, Kreuzzüge eines Philologen, 1762). Till innehåll och framställningssätt gav dessa verk endast ansatser, tankekorn, antydningar, men aldrig klarhet eller utvecklade system. Däremot utövade han inflytande på flera av tidens betydande skriftställare, bland andra Goethe och Jacobi samt i främsta rummet Johann Gottfried Herder. Därigenom har han givit väsentliga bidrag till sin tids idéer. Senare tänkare som hämtat inspiration från honom inbegriper Søren Kierkegaard och Hans Urs von Balthasar; den senare tillägnade honom boken Laikale Stile, vilken ingår i trilogin som börjar med Herrlichkeit. Även författaren Herta Müller har sagt sig vara inspirerad av Hamanns skrifter.
Hamann var en mystiker, uppvuxen i en starkt pietistisk omgivning, och polemiserade oförtrutet och exalterat mot upplysningstidens rationalism. Han krävde en frigörelse av känsla och fantasi, betraktade det som förfelat som inte vuxit fram ur samverkan mellan alla mänskliga själsförmögenheter, och blev därigenom en lärofader för Sturm und Drang-tidens män. I hans mening stod denna rörelse för en fordran om helhet och sökande efter att frigöra sig från det ensidiga förståndsherraväldet i tidens åskådningssätt. Via sin kritik av upplysningen kom han till slutsatsen att endast Gudstro kunde lösa filosofins gäckande problem.
Särskild betydelse fick Hamanns uppslag i fråga om teorierna över språkets ursprung och äldsta tillstånd. Hamann satte poesi som människosläktets äldsta språkliga uttrycksform, förkastade all normerande, allmängiltig språkriktighet och förordade bruket av individuellt, gärna dialektalt färgat språk. 
Grämer utgav 1819 en första samlad upplaga av Hamanns skrifter, Sibyllinische Blätter des Magus aus Norden. Rikare och bättre är Roths upplaga i 3 band, 1821–1843. Senare upplagor finns även av Petri (1872–1874) och Claassen (1885), urval av Arnold (1888) och Unger (1905; i serien Erzieher zu Deutscher Bildung). 
Hamann förblev länge oöversatt till svenska. Det första urvalet i bokform "Skrifter i urval" publicerades 2012 i översättning av Staffan Vahlquist.